# Лаура Бентивольо
Лаура Бентивольо (на италиански: Laura Bentivoglio, * 17 октомври 1477, Болоня, † 1523) е италианска аристократка, чрез брак господарка на Весковато (1494 – 1523).

## Произход
Тя е дъщеря на Джовани II Бентивольо (* 1443, † 1508), владетел де факто на Болоня, и на съпругата му Джиневра Сфорца (* 1440; † 1507). Има петнадесет братя и сестри, сред които:
- Франческа (* 1468; † 1504), господарка на Фаенца като съпруга на Галеото Манфреди, и съпруга на Гуидо II Торели, бившо религиозно лице, кондотиер
- Анибале II (* 1469; † 1540), господар на Болоня (1511 – 1512), кондотиер, съпруг на Лукреция д'Есте
- Антонгалеацо (* 1472; † 1525), прелат
- Алесандро (* 1474; † 1532), граф на Кампания, съпруг на Иполита Сфорца
- Ермес (* 1475; † 1513), кондотиер, пфалцграф (1498), съпруг на Якопа Орсини
- Камила (* 1480, † 1529), съпруга на Пиро Гонзага, кондотиер, граф на Родиго (1499 – 1521), господар на Боцоло (1527 – 1529) и на Сан Мартино дал'Арджине (1527 – 1529)
- Изота, монахиня в манастира „Корпус Домини“ в Болоня
- Елеонора (* 15 век, † 1540), съпруга на Джиберто III Пио ди Савоя, съгосподар на Капри, капитан на Болоня
- Виоланта, господарка на Римини като съпруга на Пандолфо IV Малатеста
- Бианка († 1519), господарка на Спиламберто и Кординяно като съпруга на Николо Мария Рангони

Има и един полубрат и една полусестра от първия брак на майка си.

## Биография
Израства в Болоня, град, който баща й Джовани II е превърнал във важен културен център.
На  20 юни 1491 г. се омъжва в Болоня за кондотиера Джовани Гонзага и брат на Франческо II Гонзага, господар на Мантуа. Придружена е до новата си родина през януари 1494 г. След това става балдъза на Изабела д'Есте и Гуидобалдо да Монтефелтро. Въпреки родството си с Бентивольо баща й Джовани II не се поколебава да застане на страната на папа Юлий II срещу своя тъст, който е изгонен от Болоня през 1506 г..

## Брак и потомство
∞ 20 юни 1491 в Болоня за Джовани Гонзага, господар на  Весковато, от когото има осем деца и с когото поставя началото на кадетския клон Гонзага ди Весковато:
- Алесандро Гонзага (* 1497, † 17 септември 1527, Риоцо), кондотиер, ∞ за Иполита Сфорца ди Санта Фиора, дъщеря на  Сфорца ди Санта Фиора, от която има един син;
- Федерико Гонзага (* 1495, † 1545), свещеник и провост на Абатство „Сан Бенедето ин Полироне“ в Сан Бенедето По
- Франческо Гонзага (* 1496, † 1523), ∞ 1515 за Лукреция Сфорца
- Джиневра Гонзага (* 1497, † 1570), монахиня, игуменка на манастира „Санта Паола“ в Мантуа;
- Сиджизмондо I Гонзага (* 1499, † 1530), наследник на господарството на Весковато; ∞  1529 за Антония Палавичини, дъщеря на Кристофоро Палавичини, господар на Бусето, и на Бона дела Пустерла, от която има син и дъщеря;
- Камила Гонзага (* 1500, Весковато; † 1585, Сан Секондо Парменсе), ∞ 13 февруари 1523 за Пиер Мария III де Роси, маркиз на Сан Секондо, от когото има седем сина и три дъщери;
- Елеонора Гонзага (* 1501, † 1502)
- Галеацо Гонзага (* 1509, Мантуа; † 1562), поет и подест на Модена.

- Децата на Лаура
- Алесандро
- Галеацо
- Камила